# Дрянная девчонка (фильм, 2010)
«Дрянна́я девчо́нка» (англ. Dirty Girl) — американская возрастная комедийная драма режиссёра Абе Сильвия о дружбе юных подростков, прогульщицы Даниэль и гея Кларка, возникшей на фоне общего желания затронуть нормы общества и изменить свою жизнь. В главных ролях — Джуно Темпл, Джереми Дозье и Милла Йовович. Премьера состоялась 12 сентября 2010 года на Международном кинофестивале в Торонто, Канада. Слоган фильма — «Позволь им говорить» (в оригинале — «Let them talk»).
В связи с наличием сцен сексуального характера, просмотр рекомендован в присутствии взрослого.

## Сюжет
Оклахома, 1987 год. Даниэль Эдмондстон (Джуно Темпл) — заядлая хулиганка в своей средней школе, про которых говорят «проблемные». Со своей матерью Сью-Энн (Милла Йовович) она враждует ещё и оттого, что та собирается выйти замуж за мормона Рэя (Уильям Х. Мэйси), но ладит с застенчивым геем-одноклассником Кларком (Джереми Дозье). Вместе они уезжают на машине Джозефа, отца Кларка, и направляются во Фресно, где Даниэль хочет разыскать своего отца Дэнни Бриггса (Тим Макгро), а Кларк убежать от родителей, которые грозятся отправить его в военное училище. В это время Сью-Энн и Пегги, мать Кларка (Мэри Стинберджен), отправляются вдогонку за своими детьми. Путешествие превращается в забавное приключение, в котором все наши герои встретят множество препятствий, а заодно осознают цену настоящей дружбы.

## В ролях
- Джуно Темпл— Даниэль Эдмондстон
- Джереми Дозье — Кларк
- Милла Йовович — Сью-Энн
- Мэри Стинберджен — Пегги
- Дуайт Йокам — Джозеф
- Уильям Х. Мэйси — Рэй
- Николас Д'Агосто — Джоэль
- Зэк Лэсри — Брэд
- Джонатан Славин — мистер Поттер
- Марселла Ленц-Поуп — Тоня
- Уильям Хорвич — Тим
- Рейли МакКлендон — Майк

## Создание
Абе Сильвия написал сценарий и поставил картину. Он придумал сюжет ещё в 2004 году и описывает его как «время вымышленного взросления в 80-е годы». Абе Сильвия говорит, что часть истории взята из личного опыта. Созданием и раскруткой картины занималась студия братьев Боба и Харви Вайнштейн «The Weinstein Company». Всего же в производстве участвовали семь кинокомпаний, среди которых «Hart-Lunsford Pictures», «iDeal Partners Film Fund», «Noori Pictures», «Paris Film» и «Salt Company International».
Салли Хокинс и Лиза Кудроу рассматривались на участие в фильме. В итоге Салли заменила Милла Йовович, а Лизу — Мэри Стинберджен.
Съёмки начались 18 марта 2010 года в Южной Калифорнии, а закончились в мае того же года в Лос-Анджелесе, США. Бюджет картины, несмотря на участие голливудской звезды первой величины Миллы Йовович, составил $ 4 миллиона.

## Музыка
Саундтрек фильма включает композиции в исполнении Мелиссы Манчестер, поклонником которой является Джереми Дозье, исполнитель роли Кларка. Песня «Rainbird» была написана в соавторстве Манчестер и Мэри Стинберджен, которая играет мать Кларка.
- «Shadows Of The Night» — Pat Benatar
- «You Should Hear How She Talks About You» — Melissa Manchester
- «Do You Want To Touch Me (Oh Yeah)» — Joan Jettand the Blackhearts
- «Delta Dawn» — Tanya Tucker
- «Singing From My Soul» — Melissa Manchester
- «See Me Cry» — Eve Terran
- «Deceptacon» — Le Tigre
- «Midnight Blue» — Melissa Manchester
- «Elvira» — The Oak Ridge Boys
- «I Want Candy» — Bow Wow Wow
- «Through The Eyes Of Love» — Melissa Manchester
- N"anny Nanny Boo Boo" — Le Tigre
- «Just Too Many People» — Melissa Manchester
- «Lovergirl» — Teena Marie
- «Jenny» — Melissa Manchester
- «Only You» — Rita Coolidge
- «Your Love» (acoustic version) — The Outfield
- «Where R U» — Lizzie Borden and The Axes
- «Flatbed Pickup» — Studio Musicians
- «People’s Court» — Alan Stanley Tew (PRS)
- «Strut» — Sheena Easton
- «I Can’t Wait» — Nu Shooz
- «Still Myself» — Melissa Manchester
- «Rainbird» — Melissa Manchester and Mary Steenburgen

## Критика и отзывы
Фильм получил в основном смешанные отзывы. На сайте «Rotten Tomatoes» его рейтинг составил 35 % на основе 40 рецензий. Газета «New York Times» заявила, что «аплодисменты предназначаются не для главных героев и их поездки, а для исполнителей главных ролей-подростков, которые делали всё возможное, чтобы спасти хаотический сценарий». С бюджетом в $ 4 миллиона картина потерпела катастрофу, заработав всего чуть более 55 тысяч. Одной из причин, возможно, стал ограниченный тираж.

## Мировой релиз
- США — 19 июня 2011 года
- Таиланд — 7 июля 2011 года
- США — 7 октября 2011 года — ограниченный прокат
- Канада, Торонто — 21 октября 2011 года
- Турция — 25 мая 2012 года
- Япония — 20 октября 2012 года